# Catedral de Nuestra Señora de la Asunción (La Asunción)
La Iglesia Catedral Nuestra Señora de la Asunción o simplemente Catedral de Margarita es el nombre que recibe un edificio religioso que pertenece a la Iglesia Católica y se encuentra ubicada entre las calles Independencia y Cedeño y Bulevar 5 de Julio, frente a la plaza Plaza Luisa Cáceres de Arismendi y Plaza Bolívar en el casco histórico de la localidad de La Asunción en el Municipio Arismendi al este de la Isla Margarita la más grande y poblada de las que conforman el Estado Nueva Esparta en la región insular y oriental del país sudamericano de Venezuela.

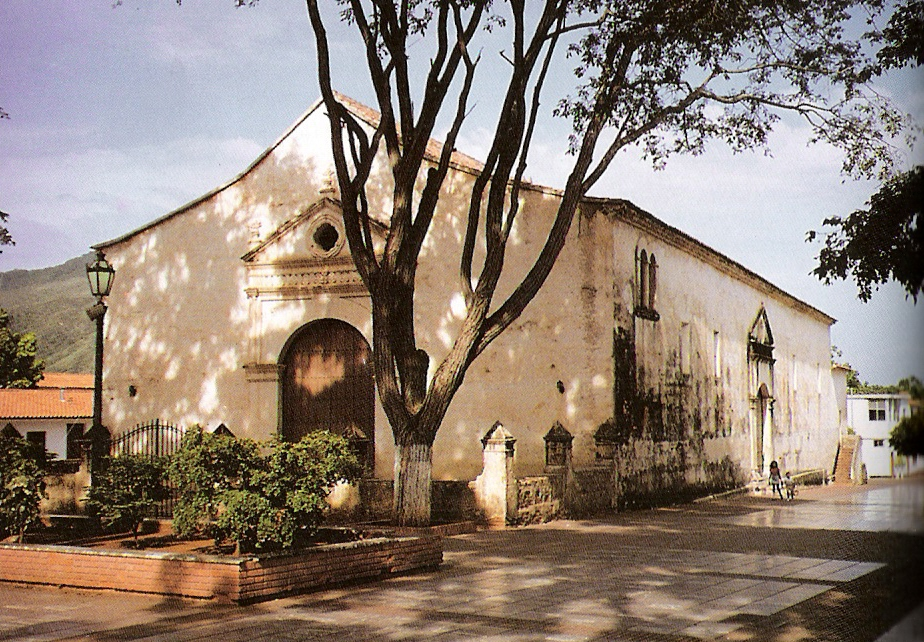
Vista de la Entrada al templo

El templo sigue el rito romano o latino y funciona como la sede de la diócesis de Margarita (Dioecesis Margaritensis) que fue creada el 18 de julio de 1969 mediante la bula Verba Christi del Papa Pablo VI. Esta bajo la responsabilidad pastoral del obispo Fernando José Castro Aguayo.
Es una de las catedrales más antiguas de Venezuela ya que es la segunda iglesia en ser construida en el país, su primer edificio data de 1540 siendo este destruido en un ataque de los franceses a la isla en 1602. En 1609 se iniciaron las labores para su reconstrucción que fue concluida en 1621.
Es junto con la Basílica Menor de Nuestra Señora del Valle uno de los templos más importantes del Estado Nueva Esparta.

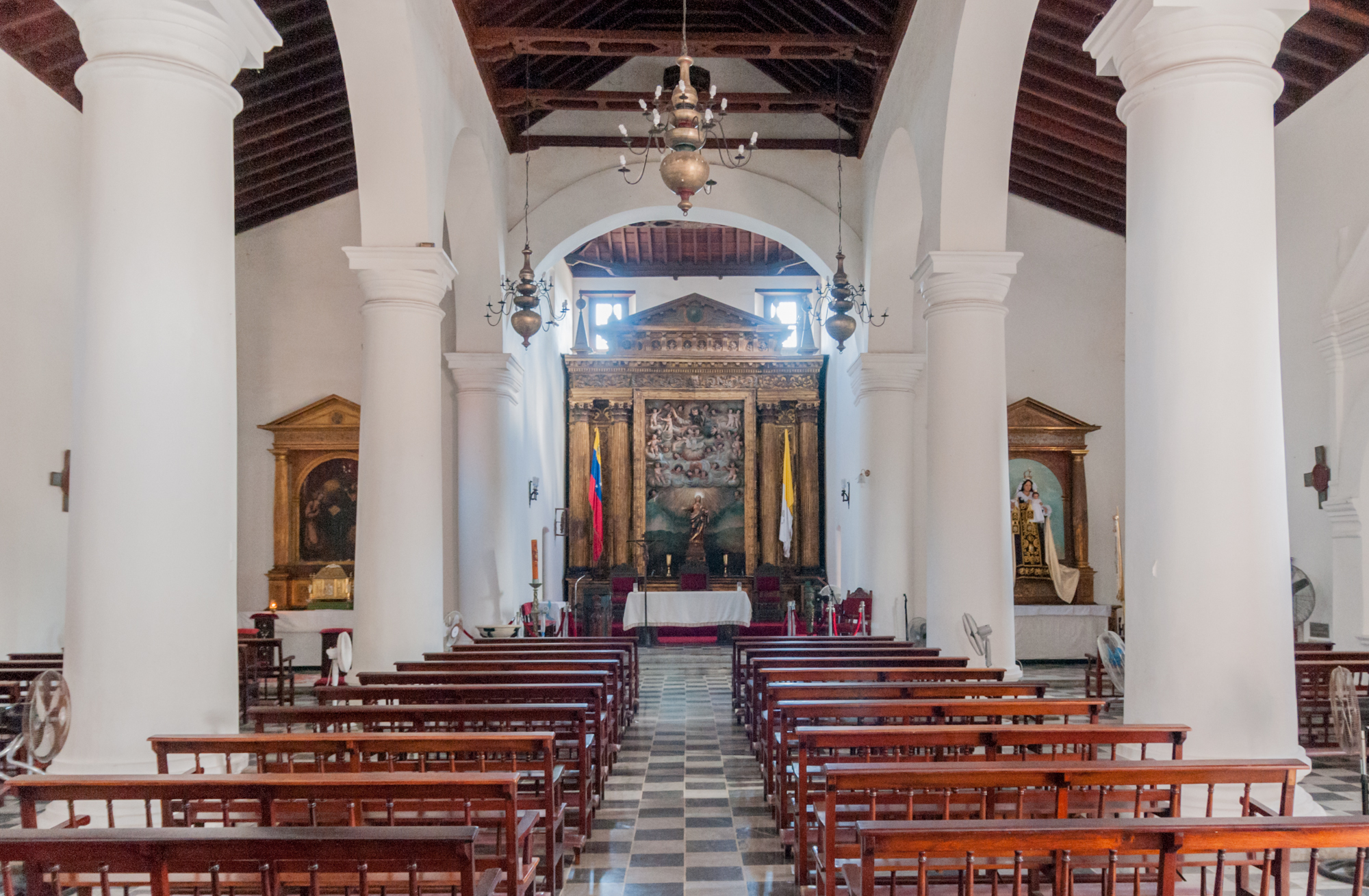
Vista interior.

## Historia
Construida entre 1540 la Catedral Nuestra Señora de La Asunción es la iglesia más antigua de Venezuela y fue una de las primeras en América. Su construcción comenzó en 1540. La iglesia fue fundada por un miembro de la orden Dominicana, el sacerdote Juan de Manzanillo. Más tarde fue destruida por luteranos franceses, y para el año 1602, se informó que la catedral estaba "en ruinas". El trabajo de reconstrucción del edificio comenzó nuevamente en 1609, y la catedral finalmente se completó once años después, en 1621.
La Catedral de Nuestra Señora de la Asunción, ubicada en La Asunción, capital del Estado Nueva Esparta (Isla de Margarita), es una obra emblemática de la arquitectura colonial venezolana. Este templo se destaca por su sólida estructura, belleza austera y líneas rectas y sencillas, diferenciándose notablemente de la arquitectura colonial mexicana y peruana por su falta de ornamentos superfluos. Con planta rectangular y techo a dos aguas, la catedral ostenta muros gruesos y altos cubiertos por la pátina del tiempo, evidencia de su larga historia. La construcción del templo comenzó en 1571 por orden de fray Juan de Manzanillo, Visitador de la Orden de Santo Domingo. Inicialmente, la estructura se basó en bahareque, con solo la capilla mayor construida de tapia y ladrillos, y era más pequeña que en su forma actual. La iglesia cuenta con una torre campanario de base cuadrada, única en su tipo, que se finalizó en 1599, siendo la primera construcción de su tipo completada en el siglo XVI en Venezuela según el arquitecto Graziano Gasparini.
Después de sufrir daños y entrar en declive, el templo fue objeto de una reconstrucción iniciada en 1609 y finalizada en 1621. A lo largo de los años, el interior de la iglesia ha experimentado diversas modificaciones, incluyendo la adición y posterior eliminación de una capilla dedicada a la Virgen del Carmen y el cambio de ubicación del coro. La iglesia presenta tres naves, separadas por columnatas, con un Altar Mayor de la época colonial. En él, se exhibe una imagen de Nuestra Señora de La Asunción flanqueada por San Pablo y San Juan Bautista. La entrada se caracteriza por un portón con arco de medio punto, apoyado en columnas y con un tragaluz en el centro.
La Catedral de Nuestra Señora de La Asunción fue declarada Monumento Histórico Nacional en 1960. Se encuentra ubicada frente a la Plaza Cáceres y diagonal a la Plaza Bolívar de La Asunción, cerca del Castillo de Santa Rosa. Anualmente, se celebran festividades en honor a la Virgen de la Asunción entre el 15 y el 22 de agosto. Este templo no solo es uno de los más antiguos de Venezuela y Latinoamérica, sino que también es un símbolo de la historia y el patrimonio cultural de la región. Su diseño, historia y conservación la convierten en un destacado punto de interés tanto para los habitantes como para los visitantes de la Isla de Margarita.

## Características
Ubicada en la arbolada Plaza Bolívar, la iglesia tiene un plano rectangular con muros masivos como protección contraataques piratas. El cuerpo principal de la catedral, que es de forma rectangular, tiene dimensiones de 17 por 48 metros (55,8 por 157,5 pies), y el interior está revestido con dos filas de enormes columnas en el estilo toscano que sostienen el techo. Hay un campanario afuera, que es único y las campanas ahora se conservan en la plaza. Uno de los edificios religiosos más importantes de la isla, aquí se venera a la Virgen de La Asunción. La catedral ha sido declarada monumento histórico de la ciudad. Tiene una fachada e interior sencillos, pero su torre lateral izquierda, que data de 1599, es la más antigua del país. La fachada en el portal de entrada de la iglesia está construida en estilo renacentista. Fue considerada una iglesia modelo hasta el siglo XIX.

## Obispo
En 2023, el obispo actual es el Obispo Fernando José Castro Aguayo, quien ha estado en el cargo desde el verano de 2015; obispos anteriores incluyen;
- Obispo Francisco de Guruceaga Iturriza hasta 1973
- Obispo Tulio Manuel Chirivella Varela de 1974 a 1982
- Obispo César Ramón Ortega Herrera de 1983 a 1998
- Obispo Rafael Ramón Conde Alfonzo de 1999 a 2008
- Obispo Jorge Anibal Quintero Chacón de 2008 a 2014